# Drive-Away Dolls
Drive-Away Dolls is een Amerikaanse komische roadmovie uit 2024, geregisseerd door Ethan Coen. Coen schreef het scenario en monteerde de film samen met zijn vrouw Tricia Cooke. Ze produceerden ook de film samen met Robert Graf en Tim Bevan en Eric Fellner van Working Title Films.

## Verhaal
Jamie, een ongeremde vrije geest die klaagt over de zoveelste breuk met een vriendin, en haar ingetogen vriendin Marian, die wanhopig behoefte heeft aan ontspanning, beginnen aan een geïmproviseerde roadtrip naar Tallahassee. Maar het gaat al snel mis als ze onderweg een groep onbekwame criminelen tegenkomen.

## Rolverdeling
| Acteur                | Personage       |
| --------------------- | --------------- |
| Margaret Qualley      | Jamie           |
| Geraldine Viswanathan | Marian          |
| Beanie Feldstein      | Sukie           |
| Colman Domingo        | Chief           |
| Pedro Pascal          | Santos          |
| Bill Camp             | Curlie          |
| Matt Damon            | senator Channel |
| Joey Slotnick         | Arliss          |
| C.J. Wilson           | Flint           |
| Miley Cyrus           |                 |

## Productie
Ethan Coen en zijn vrouw Tricia Cooke schreven het verhaal samen vele jaren geleden en presenteerden het idee voor de film voor het eerst aan hun vriend Allison Anders tijdens een kerstvakantie in San Francisco begin jaren 2000. De film werd in januari 2007 aangekondigd onder de titel Drive-Away Dykes. Het is het speelfilmdebuut van Ethan Coen als soloregisseur, (na de documentaire Jerry Lee Lewis: Trouble in Mind uit 2022), zonder medewerking van zijn broer Joel.
In augustus 2022 voegden Margaret Qualley en Geraldine Viswanathan zich bij de cast. In april 2023 werd medegedeeld dat de titel Drive-Away Dolls werd omdat de Motion Picture Association en adverteerders problemen hadden met Dykes in de titel. Pedro Pascal, Colman Domingo, Bill Camp en Matt Damon werden ook aan de cast toegevoegd.

## Release
Drive-Away Dolls ging op 22 februari 2024 in première in Australië en een dag later in in de Verenigde Staten. De film zou oorspronkelijk op 22 september 2023 worden uitgebracht, maar dit werd uitgesteld vanwege de SAG-AFTRA-staking van 2023.